# Dalea fieldii
Dalea fieldii là một loài thực vật có hoa trong họ Đậu. Loài này được (J.F.Macbr.) J.F.Macbr. miêu tả khoa học đầu tiên.